# 梅蘭妮·克萊因
梅蘭妮·克萊因（Melanie Klein，本姓萊茲Reizes；1882年3月30日－1960年9月22日）是奧匈帝國出生的英國作家暨精神分析學家，以兒童精神分析研究聞名，為客體關係理論發展的核心人物。克萊因的研究主要聚焦於人類發展過程中矛盾心理與道德模糊性所扮演的角色。她提出嬰兒期的前語言存在性焦慮會催化潛意識的形成，導致心理世界在潛意識中分裂為「好」與「壞」的理想化狀態。根據其理論，兒童如何化解這種分裂取決於其先天體質與養育經驗的特質，而這種化解的品質將影響個體在後續人生中是否會出現心理困擾，以及困擾的類型與程度。

## 生平

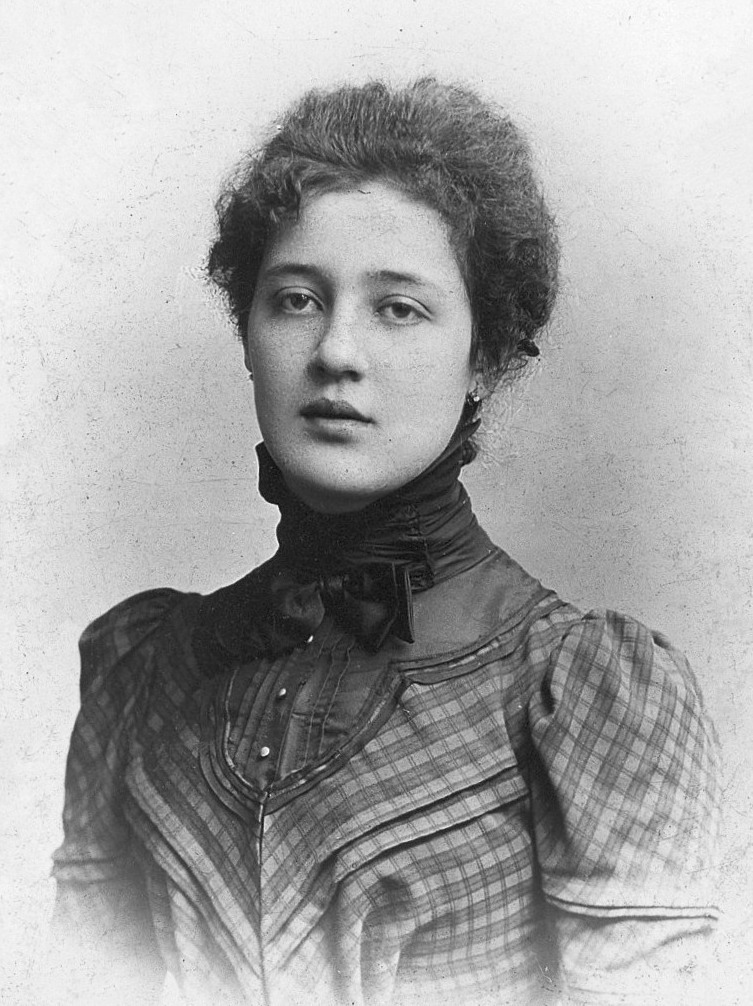
梅蘭妮·克萊因（約1900年）

梅蘭妮·克萊因出生於猶太家庭，童年在維也納度過。她是家中第四個也是最小的孩子，父親莫里茲是醫生，母親名為利布莎·萊茲。克萊因就讀於文理中學後曾希望進入大學研讀醫學，但因家道中落，加上當時社會對女性相夫教子的壓力，最終放棄了這個夢想。
21歲時，她與工業化學家亞瑟·克萊因結婚，不久生下長女梅麗塔。1907年生下次子漢斯，1914年又生下幼子埃里希。多次生育使克萊因罹患憂鬱症，加上婚姻不睦，她開始尋求治療。1910年舉家遷往布達佩斯後，克萊因開始接受精神分析師桑多爾·費倫齊的治療，這段經歷激發了她對精神分析學的興趣。
在費倫齊鼓勵下，克萊因以觀察自己的孩子展開研究。當時兒童精神分析領域文獻匱乏，克萊因因此開創「遊戲技術」——她認為兒童的遊戲行為如同成人的夢境與自由聯想，都是潛意識素材的象徵表現。這項研究後來促成遊戲治療法的發展。
1921年婚姻破裂後，克萊因移居柏林，在卡爾·亞伯拉罕指導下加入柏林精神分析學會。雖然亞伯拉罕支持她的兒童研究，但克萊因的理論在柏林未獲廣泛認同。作為一名離異女性且缺乏正規大學學歷，在以男性醫師為主導的專業領域中，克萊因顯得格外特立獨行。儘管如此，她的早期研究仍對精神分析學（特別是在英國）的理論與技術發展產生深遠影響。
她關於人類發展與心理防衛機制的理論因與佛洛伊德學說相左而引發爭議，在發展心理學界掀起廣泛討論。與克萊因同時提出兒童理論的安娜·佛洛伊德成為其非正式競爭對手，雙方支持者的論戰持續多年，史稱「爭議性討論」。這場論戰最終導致英國精神分析學會分裂為三個培訓體系：(1)克萊因學派、(2)佛洛伊德學派與(3)獨立學派。直到各方達成協議，同意在兒童分析領域採用雙軌教學模式，爭論才告平息。

## 精神分析學貢獻

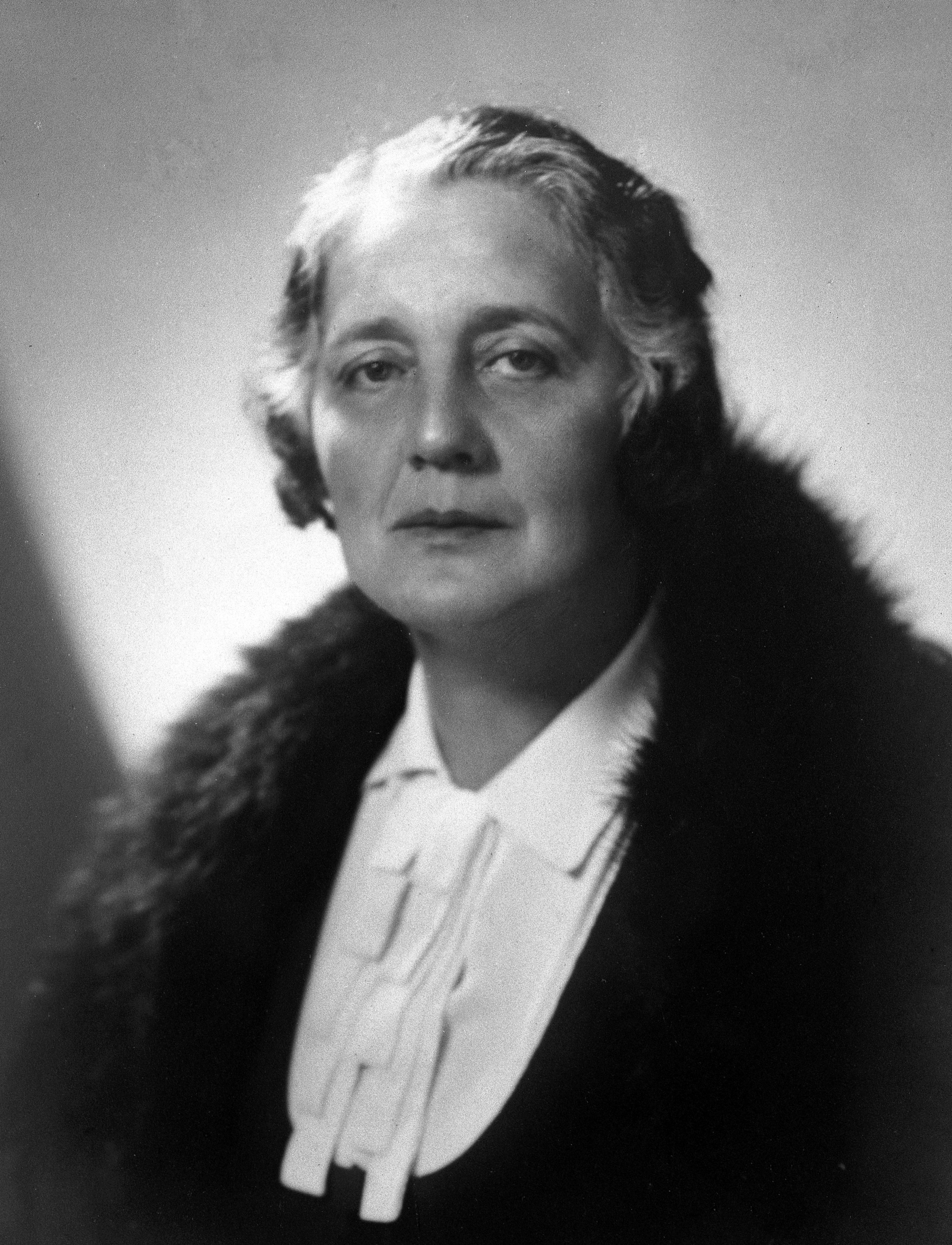
梅蘭妮·克萊因（約1927年）

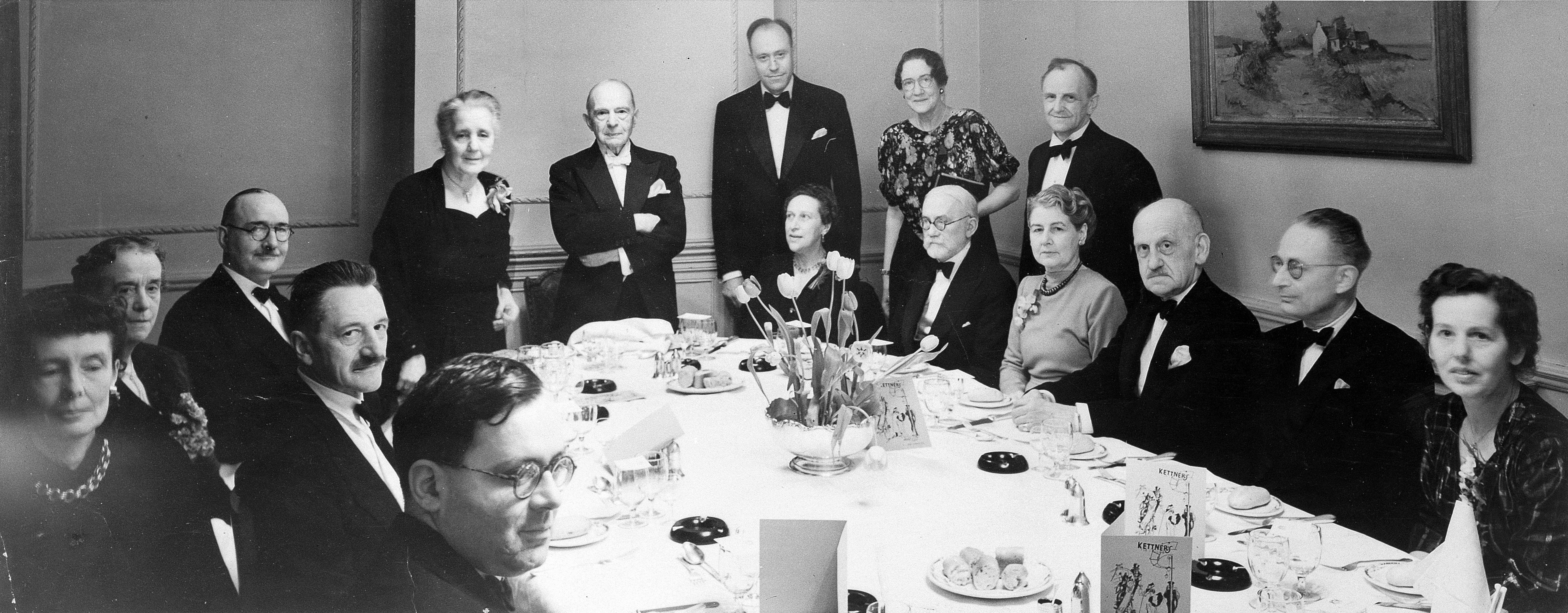
梅蘭妮·克萊因七十歲壽宴

克萊因是最早將傳統精神分析學應用於幼兒的學者之一，其創新既體現在技術層面（如運用玩具進行兒童分析），也見諸嬰兒發展理論。
通過觀察分析兒童遊戲與互動，克萊因深化了佛洛伊德關於潛意識的研究。她對嬰兒潛意識的探索發現了早期伊底帕斯情結的存在，以及超我的發展根源。
克萊因的理論整合了佛洛伊德提出的死亡本能概念——即所有生命體都有回歸無機狀態的本能傾向。在心理學層面，維持生命統一的生本能被假定存在對應力量，即試圖終結生命的死本能（儘管佛洛伊德本人從未使用「死本能」一詞）。佛洛伊德與克萊因都將這些「生物-心理」力量視為心理結構的基礎，這些以本我為基質的原初潛意識力量，驅動著經驗主體自我的活動。需強調的是，本我、自我、超我與本能類似，都是對複雜未知的心理動力學運作機制的簡化表述。

## 嬰兒觀察研究
克萊因關於嬰兒觀察重要性的研究始於1935年，當時她在倫敦發表關於斷奶的公開演講。
克萊因指出，母嬰關係的建立不僅基於哺乳與依戀發展，母親對嬰兒的依附與連結同樣重要（甚至更為關鍵）。這個結論來自她對自身及其他母親的實際觀察。她描述嬰兒會表現出對母親面容、雙手觸碰的興趣，以及吸吮母乳時的愉悅，這種基於情感的連結在出生後不久即形成。克萊因認為早在兩個月大時，嬰兒對母親的關注就已超越哺乳需求，她觀察到嬰兒常會對母親微笑並依偎其胸前。嬰兒對母親態度與情緒的反應方式，以及表現出的愛與興趣，構成了客體關係的雛形。
克萊因進一步說明，嬰兒能意識到自己的成長（如爬行、走路）能帶給父母喜悅。在某次觀察中，她指出嬰兒希望透過成就來喚起母親的愛與愉悅。嬰兒會發現自己的微笑能讓母親開心並獲得關注，且微笑比哭泣更能達成目的。
克萊因也探討「情感淡漠」嬰兒的現象。她表示，人們容易將飲食正常、少哭鬧的嬰兒誤判為快樂寶寶，但後續發展顯示部分這類「好帶」的嬰兒其實並不快樂，他們的安靜可能源於某種情感淡漠。評估幼兒心理狀態時必須考慮情緒的複雜性，這些孩子後續往往出現人際羞怯、對外界事物與學習缺乏興趣等問題。由於缺乏動機，他們在動作發展（如爬行、走路）上通常較慢，隨著成長更可能顯現神經質徵兆。

## 兒童分析
佛洛伊德的兒童理論主要來自成人患者分析，克萊因則創新地直接對兩歲以上兒童進行治療。她將兒童遊戲視為情感溝通的主要方式，透過觀察兒童玩洋娃娃、動物玩偶、橡皮泥或畫畫等行為，記錄其活動與互動模式，進而解讀遊戲背後的潛意識意義。她延續佛洛伊德理論，強調父母形象在兒童幻想中的重要性，但提出伊底帕斯情結的發生時間應更早。與佛洛伊德相左的是，她認為超我從出生即存在。
在研究幼童與心理障礙兒童的極端攻擊性幻想（包含憎恨、嫉妒與貪婪）後，克萊因建立了一套心理模型，將顯著的心理狀態波動與假設的生/死本能脈動連結。當生命維持原則占主導時，她稱此心理狀態為「憂鬱心理位置」。處於憂鬱心理位置的兒童能理解好壞事物具有一體性，對幻想中摧毀對象的命運產生恐懼與擔憂，並試圖透過幻想與行為治療來「修復」母親，從而克服憂鬱與焦慮。此時兒童會運用代表愛與修復的幻想來重建被自己破壞的對象，道德觀也由此立場發展。克萊因稱其為「憂鬱」心理位置，是因為修復受損客體完整性的努力常伴隨憂鬱與絕望——兒童總懷疑自己能否真正修復所有傷害。這被視為她對精神分析哲學最重要的貢獻。後來她提出更早期的「偏執-分裂心理位置」，對應生命解離傾向的心理發展階段。
克萊因創造「偏執-分裂防禦」一詞，強調兒童的焦慮如何表現為被迫害幻想，以及如何透過心理分割來抵禦迫害感。她認為出生即存在的偏執-分裂心理位置是普遍的精神病性狀態。
克萊因堅持在分析兒童時將攻擊性視為獨立重要力量，這使她與歐洲大陸另一位著名兒童心理治療師——佛洛伊德之女安娜·佛洛伊德產生衝突。1938年安娜移居克萊因長期工作的倫敦後，雙方爆發諸多論戰，史稱「爭議性討論」。二戰期間的英國，兩派透過發表論文闡明立場與分歧，最終達成妥協：英國精神分析學會形成三個培訓體系，安娜的理論在美國保持主導影響。
克萊因認為戰爭等重大事件會影響兒童發展進程，導致心理位置從偏執-分裂狀態轉向憂鬱狀態。偏執-分裂心理位置的特徵是將自我與他人極端分割為絕對好壞，缺乏整合能力與相對性認知。

## 客體關係理論

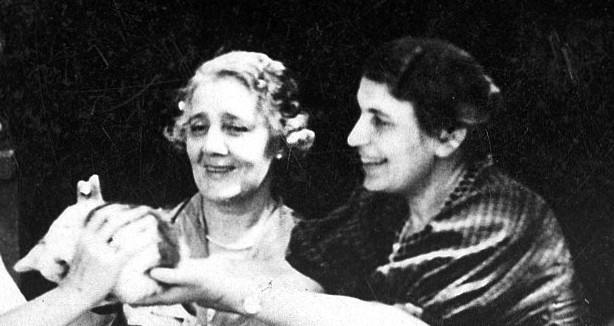
梅蘭妮·克萊因與安娜·佛洛伊德

克萊因被公認為客體關係理論的主要奠基者之一。這套精神分析理論假設所有人都有內在且主要處於潛意識的關係領域，這些關係不僅涉及外部世界，更特定指向個體周遭的他人。客體關係理論聚焦於人際互動、互動的內化過程，以及這些內化關係如何影響心理結構。其中「客體」指代恐懼、慾望、嫉妒等情緒的潛在載體，與主體分離的設計，使臨床應用時能更簡明地處理需求缺失領域。
克萊因的取向有別於安娜·佛洛伊德的自我心理學。她從人際角度拓展結構模型，1920年代中期即對首個防禦機制提出不同見解：克萊因認為是「驅逐」，佛洛伊德則主張「壓抑」（Stein, 1990）。克萊因提出嬰兒出生就能與被歸類為「好」或「壞」的母親建立關係，並將其內化為原始部分客體，從而形成幻想生活。這種假設使她必須主張「自我」從出生即存在，使嬰兒得以早期建立人際關係（Likierman & Urban, 1999）。

## 《嫉妒與感恩》
梅蘭妮·克萊因最後一部重要著作《嫉妒與感恩》出版於1957年，被視為其理論貢獻的集大成之作。這部作品標誌著克萊因精神分析思想的成熟，將早期概念——偏執-分裂與憂鬱心理位置、死亡本能、投射性認同——整合為更完整的框架。

### 原始嫉妒
克萊因將嫉妒定義為「因他人擁有並享受某種渴望之物而產生的憤怒感——這種衝動旨在奪取或破壞它」。根據克萊因，嫉妒是死亡本能的早期表現，屬於先天情緒。早在嬰兒能完整感知外界與母親前，嫉妒就已存在，並影響第一個客體關係——與乳房的關係。
克萊因理論中，嫉妒與妒忌有重要區別：「妒忌基於愛，目的是佔有所愛對象並排除競爭者；嫉妒則是因他人擁有並享受某種渴望之物而產生的憤怒感——其衝動在於奪取或破壞」。
嫉妒指向被既愛又恨的好客體的創造能力。嬰兒嫉妒能餵養安撫自己的乳房（好客體），想破壞其美好特質。這種施虐衝動源於嬰兒無法自我滿足的痛苦。

### 與好客體的關係
克萊因認為過度嫉妒會威脅與好客體建立關係的能力。嬰兒可能因此無法與乳房形成正向關係並將其內化為好客體，這將破壞建立良好內在客體的過程，而此過程對健康自我發展至關重要。克萊因也區分嫉妒與貪婪：「過度貪婪旨在徹底掏空、吸乾並吞噬乳房；嫉妒則旨在毒害破壞好乳房使其無法被享受」。此區分對理解從偏執-分裂心理位置過渡到憂鬱心理位置的困難非常重要。
過度嫉妒可能阻礙向憂鬱心理位置的轉變，因為個體無法發展出對受損好客體的關切與修復能力。臨床上表現為持續使用分裂等原始防禦機制。

### 感恩能力
克萊因主張對抗嫉妒最重要的情感力量是感恩。感恩是內化與保存好客體的基礎，使嬰兒能認知並珍視母親的愛與照顧。「感恩源於美好體驗帶來的充分滿足。感恩能緩解嫉妒，因為當我們感恩時，關注的是自身擁有之物的價值而非他人所有。」克萊因認為感恩能力培養信任、愛與慷慨，豐富個體內在世界，對成功解決憂鬱心理位置具有核心作用。

### 臨床意義
《嫉妒與感恩》的概念在克萊因臨床工作中居核心地位。她特別研究嫉妒感如何影響嚴重自戀型與精神病性障礙的治療關係。
克萊因認為過度嫉妒從兩個層面阻礙治療：
- 貶低治療師的幫助與詮釋
- 削弱患者的洞察力與進步能力

嫉妒可能危及治療關係與療癒進程，因為患者無法接受分析師的幫助。在治療過程中，分析嫉妒情緒與發展感恩能力是成功治療的關鍵。
克萊因的概念在當代精神分析實務中仍極重要，尤其對嚴重人格障礙與自戀結構的治療。臨床醫師運用克萊因的概念框架來理解並處理患者的嫉妒情緒。

## 對女性主義的影響
在多蘿西·丁納斯坦的著作《美人魚與牛頭怪》（1976年）（英國版名為《搖籃曲與世界統治》）中，作者汲取佛洛伊德精神分析理論（特別是克萊因的發展），主張性別歧視與攻擊性都是育兒責任完全由女性承擔的必然結果。克萊因認為嬰兒首要且主要的憂慮，是害怕被自己因受挫（例如被母親拒絕）而產生的憤怒所消滅。作為解決方案，丁納斯坦主張男女應平等分擔育兒責任。她指出若男性同等參與育兒，就能同等涉入嬰兒期偏執與憂慮相關的幻想，人們將不得不正視這些焦慮，從而對兩性建立更現實的態度。該書成為美國第二波女性主義經典，後被譯為七種語言。
批評克萊因理論的女性主義者指出，其研究存在未經證實的性別-慾望因果假設、刻板性別描述，以及普遍對異性戀動力的規範性特權。

## 大眾文化
1988年劇作家尼古拉斯·賴特創作戲劇《克萊因夫人》，以1934年倫敦為背景，描寫梅蘭妮·克萊因與女兒梅麗塔·施密德伯格在漢斯·克萊因死後的衝突。劇中對克萊因的描繪相當負面：暗示漢斯死於自殺，並揭露克萊因曾分析自己的兩個孩子。倫敦科特斯洛劇院首演由吉莉安·巴爾吉飾克萊因，佐伊·瓦納梅克與弗朗西絲卡·安妮絲分飾其他角色。1995年紐約重演版由烏塔·哈根主演，她稱克萊因是她註定要扮演的角色。2008年該劇在英國BBC廣播四台播出，2009年10月倫敦阿爾梅達劇院重演，由克萊爾·希金斯飾克萊因。

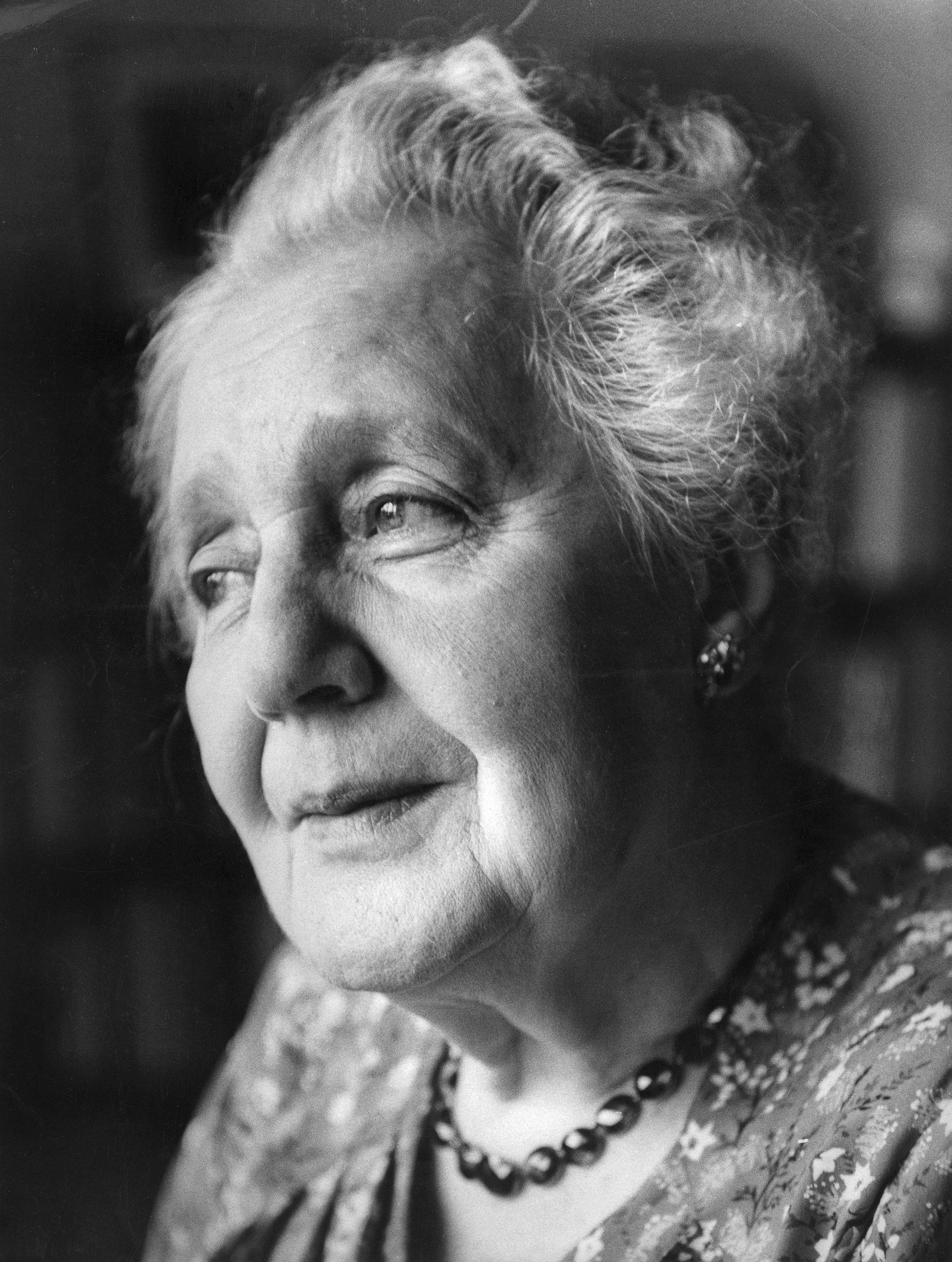
1950年代的梅蘭妮·克萊因

獨立樂團火山太陽將首張專輯《明亮的橙黃歲月》獻給克萊因，致敬其關於兒童攻擊性的研究。
蘇格蘭作家亞歷山大·麥考爾·史密斯在其《蘇格蘭街44號》系列中大量引用克萊因理論。角色艾琳對克萊因理論極為執著，並用以「指導」兒子柏蒂·波洛克的教養。

## 另見
- 愛德娜·歐肖內西（Edna O'Shaughnessy）
- 伊格納西奧·馬特·布蘭科（Ignacio Matte Blanco）
- 約瑟夫·J·桑德勒（Joseph J. Sandler）
- 克萊茵的分裂理論
- 尼娜·瑟爾（Nina Searl）
- 修復（精神分析）
- 客體關係理論
- 象徵等化

## 延伸閱讀
- 費莉絲·葛羅斯柯斯（Phyllis Grosskurth）（1986）。《Melanie Klein: Her World and Her Work》。Alfred A. Knopf, Inc.，ISBN 1-56821-445-6
- 克莉絲蒂娃（Julia Kristeva）（2000）。《Melanie Klein》。哥倫比亞大學出版社（由 Ross Guberman 自法文翻譯）。
- 麗琪曼（Meira Likierman）（2001）。《Melanie Klein: Her Work in Context》。Continuum Books，倫敦／紐約。
- 羅斯汀，瑪格麗特；羅斯汀，麥可（2016）。閱讀梅蘭妮·克萊茵（Reading Klein） – 新精神分析圖書館教學系列。Routledge，倫敦。ISBN 1-134-83267-2。
- 史畢流斯（Elizabeth Spillius）等（2011）。《克萊茵思想新辭典》。Routledge，倫敦。
- 史坦納（John Steiner）（2017）。《梅蘭妮·克萊茵技術講座：由約翰·史坦納編輯及評論》。Routledge，倫敦。
- 賽爾斯（Juliet Sayers）（2013）。《梅蘭妮·克萊茵的自傳》。精神分析與歷史，15(2)，127–163。https://doi.org/10.3366/pah.2013.0130

## 外部連結
- 维基共享资源上的相關多媒體資源：梅蘭妮·克萊因
- 维基语录上有关梅蘭妮·克萊因的语录
- 梅蘭妮·克萊茵的個人文獻 （页面存档备份，存于） 可於 Wellcome Collection 查閱。
- 《大英百科全書》中關於梅蘭妮·克萊茵的介紹 （页面存档备份，存于）
- 傳記、精神分析技術與理論概述
- 梅蘭妮·克萊茵信託基金會（Melanie Klein Trust） （页面存档备份，存于）
- FeministVoices.com 上的生平介紹 （页面存档备份，存于）